# Kuranda wauensis
Kuranda wauensis är en insektsart som beskrevs av Van Stalle 1986. Kuranda wauensis ingår i släktet Kuranda och familjen Derbidae. Inga underarter finns listade i Catalogue of Life.